# Minoru Kizawa
| Asteroidi scoperti: 16                                                    | Asteroidi scoperti: 16 | Asteroidi scoperti: 16 |
| ------------------------------------------------------------------------- | ---------------------- | ---------------------- |
| 4094 Aoshima                                                              | 26 agosto 1987         | [1]                    |
| 4507 Petercollins                                                         | 19 marzo 1990          | [2]                    |
| 4948 Hideonishimura                                                       | 3 novembre 1988        | [1] [3]                |
| 5292 Mackwell                                                             | 12 gennaio 1991        | [2]                    |
| 5508 Gomyou                                                               | 9 marzo 1988           | [1] [3]                |
| 5513 Yukio                                                                | 27 novembre 1988       | [1] [3]                |
| 5741 Akanemaruta                                                          | 2 dicembre 1989        | [1] [3]                |
| 5821 Yukiomaeda                                                           | 4 novembre 1989        | [1] [3]                |
| (6178) 1986 DA                                                            | 16 febbraio 1986       |                        |
| (6393) 1990 HM1                                                           | 29 aprile 1990         | [2]                    |
| (6785) 1990 VA7                                                           | 12 novembre 1990       | [2]                    |
| (7338) 1990 VJ3                                                           | 12 novembre 1990       | [2]                    |
| (7574) 1989 WO1                                                           | 20 novembre 1989       | [1] [3]                |
| (9765) 1991 XZ                                                            | 14 dicembre 1991       | [2]                    |
| (17464) 1990 VX1                                                          | 11 novembre 1990       | [2]                    |
| (19171) 1991 FS                                                           | 17 marzo 1991          | [2]                    |
| - [1] con Watari Kakei - [2] con Hitoshi Shiozawa - [3] con Takeshi Urata |                        |                        |

Minoru Kizawa (鬼沢稔) (...) è un astronomo giapponese principalmente noto per aver scoperto alcuni asteroidi.